# Nazz
Nazz war eine US-amerikanische Rockband, die von 1967 bis 1970 bestand. Seit 2006 tritt die Band in neuer Besetzung wieder auf.

## Bandgeschichte
Nazz wurde 1967 von Todd Rundgren (Gitarre) und Carson Van Osten (Bass) in Philadelphia gegründet. Weitere Bandmitglieder waren Thom Mooney (Schlagzeug) und Robert „Stewkey“ Antoni (Keyboards, Gesang). Ihren ersten Auftritt hatten sie im Juli 1967 als Vorgruppe der Doors.
Der Bandname stammt aus dem Stück The Nazz Are Blue von den Yardbirds, veröffentlicht 1966 auf dem Album The Yardbirds (UK), auch bekannt als Over Under Sideways Down (D, F, US) bzw. Roger the Engineer (nach der Illustration auf dem Cover).
Im Oktober 1968 kam ihr erstes Album Nazz auf den Markt, das – ebenso wie die erste Single Open My Eyes / Hello It’s Me – kommerziell ohne großen Erfolg blieb. Die meisten Stücke waren von Rundgren geschrieben worden. Die Musik des Albums orientierte sich an britischen Vorbildern wie z. B. den Beatles, Kinks, The Who oder Cream. Open My Eyes erschien 1972 auf dem Sampler Nuggets: Original Artyfacts from the First Psychedelic Era, 1965–1968. In einer flotteren Neuaufnahme wurde Hello It’s Me 1972 ein Hit für Todd Rundgren.
Das zweite Album Nazz Nazz, erschienen im Mai 1969, schlug musikalisch eine neue Richtung ein. Rundgren, Autor aller Titel des Albums, orientierte sich zu dieser Zeit stark an der Musik von Laura Nyro. Das von Rundgren als Doppelalbum geplante Werk (Arbeitstitel: Fungo Bat) wurde schließlich auf eine Langspielplatte zusammengestrichen. Rundgren verließ daraufhin die Band und startete eine erfolgreiche Solokarriere.
Auch Van Osten ging eigene Wege. Mit wechselnder Besetzung gab die Band zunächst weiter Konzerte, löste sich jedoch 1970 auf. Als Todd Rundgren jedoch solo Erfolge erzielte, beschloss die Plattenfirma SGC Records 1971, die ursprünglich nicht veröffentlichten Stücke von Fungo Bat als eigenes Album Nazz III herauszubringen, das dann ein Jahr nach Auflösung der Band erschien. Auf einigen Stücken wurde Rundgrens Gesang überspielt.
2006 hat „Stewkey“ Antoni eine neue Gruppe zusammengestellt, die unter dem Namen „Nazz“ auftritt.
Anmerkung: Die Band von Alice Cooper nannte sich 1967 „The Nazz“, bevor der Bandname in „Alice Cooper“ geändert wurde, um Verwechselungen zu vermeiden.

## Diskografie

### Studioalben
- 1968: Nazz
- 1969: Nazz Nazz
- 1971: Nazz III

### Kompilationen
- 1984: Best of Nazz
- 1998: Thirteenth and Pine
- 2002: Open Our Eyes: The Anthology

### Singles
- 1968: Open My Eyes / Hello It’s Me
- 1969: Under The Ice / Not Wrong Long

### Boxsets
- 2006: Nazz Nazz/Nazz 3: The Fungo Bat Sessions